# Metal Slug 5
Metal Slug 5 (メタルスラッグ 5) — компьютерная игра в жанре run and gun, изданная компанией SNK Playmore для аркадной платформы Neo-Geo. Выпуск игры состоялся в 2003 году на аркадной платформе MVS. Metal Slug 5 является пятой частью в серии Metal Slug. В отличие от предшествующей игры, Metal Slug 4, разработанной корейской компанией Mega Enterprise, над Metal Slug 5 работала компания Noise Factory совместно с SNK Playmore.

## Игровой процесс
Metal Slug 5 — игра в жанре run and gun, представляющая собой двухмерный экшн-шутер с боковой прокруткой. Игрок может выбрать одного из четырех персонажей: Марко, Тарма, Эри или Фио. Каждому из них предстоит пройти пять миссий, сражаясь с многочисленными противниками. Игра предоставляет возможность управлять различными транспортными средствами, такими как субмарина Slug Mariner, самолёт Slug Flyer и новый мощный робот Slug Gunner. Среди нововведений — бонус одновременного использования двух видов оружия и приём скольжения с одновременной стрельбой. Metal Slug 5 также включает режим совместного прохождения для двух игроков и возможность переигрывать пройденные миссии.

## Сюжет
После событий Metal Slug 4 прошёл один год. Таинственная группа под названием «Птолемеевская армия», специальность которой лежит в археологических раскопках и шпионаже, крадут специальный диск, содержащий глубокие и замысловатые тайны о проекте Metal Slug. Марко и Тарма преследуют группу воров, и напомощь к ним присоединяются Эри и Фио. Во время погони, к «Птолемеевской армии» присоединяется таинственный мужчина в маске и его приспешники. В конце игры «Птолемеевская армия» вызывает гигантского демона в качестве последнего босса, который после долгой битвы решил сдаться и покинуть Землю, благодаря нашим героям.

## Приём
| Сводный рейтинг    | Сводный рейтинг | Сводный рейтинг |
| Издание            | Оценка          | Оценка          |
| Издание            | PS2             | Xbox            |
| ------------------ | --------------- | --------------- |
| GameRankings       | 70,44 %         | 70,47 %         |
| Metacritic         | 71/100          | 71/100          |
| Иноязычные издания |                 |                 |
| Издание            | Оценка          | Оценка          |
| Издание            | PS2             | Xbox            |
| Jeuxvideo.com      | 10 из 20        | N/A             |

Metal Slug 5 получила положительные отзывы от критиков.